# Rebekah Jones
Rebekah D. Jones, née le 25 juillet 1989 en Pennsylvanie, est une géographe et femme politique américaine. Spécialisée dans l'analyse des données géographiques pour la santé et lanceuse d'alerte, elle est la candidate démocrate pour le 1er district du Congrès de Floride de 2022 contre Matt Gaetz.

## Biographie

### Formation
Née en Pennsylvanie, elle étudie dans un lycée au sud du Mississippi, où elle est engagée contre les discriminations raciales et de genre.
Elle entre à l'université de Syracuse avec l'objectif de devenir réalisatrice de documentaires. Marquée par les enseignements sur l'environnement et le changement climatique, elle intègre un double diplôme en géographie et journalisme qu'elle obtient en 2012.
En 2014, Rebekah Jones obtient un master en géographie et une mineure en communication scientifique et sanitaire à l'université de Louisiane.
Elle travaille sur une thèse de doctorat entre 2016 et 2018 sur la modélisation des ouragans, dans le cadre d'un projet de recherche et enseigne au département de géographie à l'université de Floride,.

### Activités professionnelles
Avant de commencer sa thèse, elle est recrutée à l'institut de recherche Louisiana Sea Grant et travaille directement avec les tribus amérindiennes.

Logo de l'université de Floride

Rebekah Jones devient analyste de données pour le département de la santé de l’État de Floride en 2018 et se distingue deux ans après par la création d'un tableau de bord interactif pour le suivi de l'épidémie du COVID-19 en Floride. Elle est licenciée en mai 2020 sous le motif d'« insubordination » puisqu'elle aurait refusé de modifier ces données pour améliorer le bilan de la gestion de la pandémie et ainsi lever les mesures confinement dans l’État de Floride gouverné par Ron DeSantis. 
En juin 2020, elle lance son propre tableau de bord en ligne alternatif,. Elle est alors décrite dans les médias comme l'un des symboles des débats entre le monde scientifique et le camp politique de Donald Trump durant la pandémie,.

## Affaire du licenciement du département de la santé de Floride

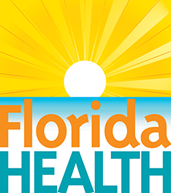
Logo du département de la santé de l’État de Floride.

En septembre 2018, elle devient analyste SIG au Département de la santé de Floride pour le suivi de l'ouragan Michael avant d'être promue superviseur pour l'étude du COVID-19 en janvier 2020.
En mai 2020, elle crée le tableau de bord interactif de suivi des contaminations au Covid-19 en Floride. Elle affirme qu'elle a reçu des pressions pour modifier des données et des indicateurs de la part de l'équipe du gouverneur DeSantis afin de moduler les résultats du bilan de la gestion de la pandémie par l’État de Floride et permettre la levée des mesures de confinement. Elle aurait ainsi refusé de répondre à ces pressions avant d'être licenciée pour « insubordination ».
Le bureau du gouverneur a nié ces accusations, affirmant que Rebekah Jones aurait refusé à plusieurs reprises de prendre en compte les recommandations de sa hiérarchie et des épidémiologistes sur certains points. L'équipe de Ron DeSantis a aussi mis en avant une affaire de cyber-harcèlement dont elle aurait été l'auteure lors de son parcours à l'université de Floride alors que la justice a abandonné une partie des charges et n'a pas statué sur l'autre.
Jones a obtenu des protections formelles de lanceuse d'alerte par le bureau de l'inspecteur général de Floride en mai 2021.  
Après son renvoi, Rebekah Jones a porté plainte contre certains fonctionnaires du département de la santé, dénonçant les pressions qu'elle aurait subi et la déformation des données qu'elle aurait notée. En mai 2022, le bureau de l'inspecteur général de Floride a considéré les preuves comme insuffisantes,.
Le 7 décembre 2020, la police d'État exécute un mandat de perquisition au domicile de Jones où ses équipements électroniques sont confisqués. Cet évènement provoque des critiques à l'égard du gouverneur de Floride sur les réseaux sociaux ainsi que parmi des personnalités du cinéma telles que Patricia Arquette ou Edward Norton qui lui ont apporté leur soutien. L'avocat républicain Ron Filipkowski nommé au comité judiciaire de Floride a démissionné en protestation de cette décision,. Le Département de l'application de la loi de Floride a déclaré dans un communiqué que le mandat avait été émis parce que Jones était soupçonné d'avoir piraté un système informatique du Département de la santé et d'avoir envoyé un message non autorisé aux membres de l'équipe d'intervention d'urgence de l'État. Rebekah Jones a nié ce deuxième élément et a porté plainte contre la décision de perquisition.
Le 16 janvier 2021, un mandat d'arrêt a été émis contre Jones par le Florida Department of Law Enforcement, affirmant qu'elle avait illégalement violé les systèmes de l'État et téléchargé les informations de contact confidentielles de près de 20 000 personnes et envoyé un message aux employés de l'État les invitant à s'exprimer. Jones s'est rendue le 18 janvier 2021 à la police,.

## Tableau de bord alternatif pour le suivi du COVID-19
Après son licenciement, Jones lance un tableau de bord de données COVID-19 indépendant pour la Floride avec l'aide de financements participatifs récoltés sur GoFundMe. Ce site fournit un ensemble de données et d'indicateurs supplémentaires par rapport à la version institutionnelle, notamment concernant la situation hospitalière,. Ce travail lui vaut une distinction du magazine Forbes. L'organisation à but non lucratif FinMango s'est associée à Jones pour un projet national.
Un porte-parole de la Floride a critiqué le tableau de bord COVID-19 de Jones pour avoir inclus des tests d'anticorps, pour avoir compté les tests de virus avec des tests d'anticorps et pour avoir compté les décès de non-résidents.

## Candidature au Congrès de Floride 2022
En mai 2021, Jones annonce son intention de candidater à l'élection du Congrès pour l'État de Floride face au républicain Matt Gaetz, si aucun candidat républicain ou démocrate ne se déclarait,. Jones a finalement lancé sa campagne pour le premier district du Congrès de Floride en juillet 2021.
Bien qu'elle ait déposé sa candidature en tant qu'indépendante, elle a ensuite dû modifier son dossier pour se présenter comme démocrate en raison des modifications du droit de vote et des élections adoptées avant que Jones ne déclare sa candidature.
En juillet 2022, une action en justice a été intentée contre Jones par sa principale adversaire de campagne chez les démocrates, Peggy Schiller. Elle affirme que Jones aurait violé une loi de l'État qui oblige quelqu'un à être membre d'un parti politique un an avant une présentation à l'investiture de ce parti. La procédure de Schiller vise une injonction afin que Jones se retire du scrutin primaire,. Le 5 août, la décision d'un juge est actée en ce sens, indiquant qu'elle ne remplissait pas les conditions d'enregistrement des partis politiques,.
Le 12 août, Jones obtient une requête en suspension concernant son appel de la décision, lui permettant de poursuivre sa campagne. Le 22 août 2022, la Cour d'appel du 1er district a annulé la décision du tribunal inférieur, laissant Jones rester sur le bulletin de vote en tant que candidate valide.
Le 23 août 2022, elle remporte l'élection primaire démocrate et affronte Matt Gaetz pour les élections générales de novembre 2022.

## Distinctions
En 2020, Jones est citée dans les 40 Under 40 santé du magazine Fortune. Elle est nommée personnalité technologique du magazine Forbes pour la création de son tableau de suivi du COVID-19 alternatif,.